# تونی گارسیا (بازیکن فوتبال، زاده ۱۹۹۱)
تونی گارسیا (انگلیسی: Toni García؛ زادهٔ ۷ اوت ۱۹۹۱) بازیکن فوتبال اهل اسپانیا است.